# 郡山岳町
郡山岳町（こおりやまたけまち）は、鹿児島県鹿児島市の町。旧薩摩国日置郡伊集院郷嶽村、日置郡下伊集院村大字嶽、日置郡郡山町大字嶽。郵便番号は891-1108。人口は298人、世帯数は175世帯（2020年4月1日現在）。

## 地理
鹿児島市北西部、神之川上流域に位置する。町域の東端には神之川が流れており、それに沿って集落が形成されている。北方には薩摩川内市樋脇町市比野、薩摩川内市入来町浦之名、南方に鹿児島市有屋田町、東方に鹿児島市西俣町、鹿児島市郡山町、西端には重平山があり、それを挟んで西方に日置市伊集院町上神殿、日置市東市来町養母にそれぞれ接している。
1957年までは町域内に郡山町立大谷中学校（旧：下伊集院村立大谷中学校）が所在していたが、郡山中学校に編入され廃止された。
また、北部の東端を南北に鹿児島県道36号川内郡山線が通り、南部には鹿児島県道40号伊集院蒲生溝辺線、鹿児島県道309号山田湯之元停車場線が交差している。

### 山岳
- 上宮岳

### 河川
- 神之川
町域の北部に聳える上宮岳を源流とする河川である[9]。

## 歴史

### 近世の嶽
嶽という地名は江戸時代より見え、薩摩国日置郡伊集院郷（外城）のうちであった。万治2年（1659年）に島津光久が北郷氏の北郷久精に領地させ、明治時代まで北郷氏の領地であった。村高は「天保郷帳」では545石余、「三州御治世要覧」では476石余、「旧高旧領取調帳」では496石余であった。嶽村の石高は江戸時代初期から江戸時代中期にかけては減少傾向にあったが、江戸時代中期から江戸時代後期にかけて微増となっていた。薩摩藩の門割制度における門として「伊集院由緒記」によれば20の門が存在していた。村域内には鹿倉という島津氏の所有する山林があり、伊集院郷の郷士が「行司」として監督を行っていた。天保10年（1839年）には御救門割と呼ばれる検地が実施された。また、薩摩藩は嶽村において銅の試掘を実施したが、試掘資金の調達が困難となり、銅脈を発見することが出来ないまま試掘は中止された。
また、嶽村の上宮嶽について薩摩藩の地誌である「三国名勝図会」には以下のように掲載されている。

上宮嶽　嶽村にあり、當郷第一の高山なり、上宮嶽と號するは、往古嶽上に熊野権現宮あり、因て名を得たり、今嶽を距ること辰の方十町許、神の園といひ、人家聚落の所、熊野鎮座す、是嶽より遷祀の宮といひ傳ふ、
—三国名勝図会巻之八
明治時代初期の「鹿児島県地誌」には、嶽村は人口543名であり、村の中央に小学校が所在していたと記載されている。小学校はその後嶽簡易科小学校を経て、1892年（明治25年）に下伊集院村立嶽尋常小学校、1913年（大正2年）には下伊集院村立大谷尋常小学校に改称した。また、江戸時代から嶽村は武士の比率が高く、明治時代にも多くの武士が居住していた。

### 町村制施行以後

旧下伊集院村における嶽（グレー）の位置

1889年（明治22年）に町村制が施行されたのに伴い、伊集院郷の北部の区域にあたる苗代川村、野田村、神之川村、宮田村、寺脇村、上神殿村、嶽村、下神殿村、桑畑村、麦生田村、有屋田村の区域を以て日置郡下伊集院村が成立した。それに伴ってそれまでの嶽村は下伊集院村の大字「嶽」となった。
1947年（昭和22年）には嶽に下伊集院村立東中学校大谷分教場が設置され、1954年（昭和29年）に独立し下伊集院村立大谷中学校となった。
1956年（昭和31年）9月30日には、町村合併促進法（昭和28年法律第258号）により下伊集院村が伊集院町、東市来町、日吉町及び郡山村にそれぞれ分割編入されることとなった。郡山村長と下伊集院村長が連名で鹿児島県知事に提出した「下伊集院村を廃し、郡山村に編入合併することについて・申請書」には、有屋田及び嶽は自然的、経済的、文化的、交通面的にも郡山村と同一環境にあり、1902年（明治35年）より郡山村に編入を希望していたこともあって、郡山村に編入する旨申請したと記載されている。
これにより分割編入が実施された当日に官報に掲載された総理府告示「 町村の廃置分合」（総理府告示803号）によって下伊集院村の大字嶽は下伊集院村大字有屋田（現在の有屋田町）と共に郡山村に編入され、同日の官報に掲載された総理府告示「 村を町とする処分」（総理府告示804号）によって郡山村が即日町制施行し郡山町が成立した。編入に伴って大字嶽は郡山町の大字となった。また、合併に伴って大字嶽に所在していた下伊集院村立大谷中学校と下伊集院村立大谷小学校は郡山町立となり、翌年の1957年（昭和32年）に大谷中学校が郡山町立郡山中学校（現在の鹿児島市立郡山中学校）に統合され閉校した。
1971年（昭和46年）には大谷小学校が郡山小学校、常盤小学校と対等合併し新たに郡山町立郡山小学校（現在の鹿児島市立郡山小学校）が設置され、大谷小学校跡地には大谷教場が設置された。翌年1972年（昭和47年）に大谷教場は廃止され実質的に統合された。
2004年（平成16年）11月1日に郡山町が吉田町、松元町、喜入町、桜島町と共に鹿児島市に編入された。合併に際して設置された法定合併協議会である鹿児島地区合併協議会における協議によって、郡山町の区域の大字については「字の区域を廃止し、当該廃止された字の区域に相当する区域により新たに町の区域を設定し、その名称については表示案に基づき、各町の意向を尊重し合併までに調整するものとする」と協定された。
前述の協定に基づいて、合併前の10月26日に鹿児島県の告示である「 町の区域の設定及び字の廃止」が鹿児島県公報に掲載された。この告示の規定に基づき、それまでの大字嶽は廃止され、大字嶽の全域を以て新たに鹿児島市の町「郡山岳町」が設置された。

## 人口
以下の表は国勢調査による小地域集計が開始された1995年以降の人口の推移である。
| 年                 | 人口 |
| ------------------ | ---- |
| 1995年（平成7年）  | 538  |
| 2000年（平成12年） | 483  |
| 2005年（平成17年） | 446  |
| 2010年（平成22年） | 379  |
| 2015年（平成27年） | 328  |

## 施設

### 教育
- 鹿児島自然学園[38]
  - 鹿児島市立郡山中学校鹿児島自然学園内分教室[38]
  - 鹿児島市立郡山小学校鹿児島自然学園内分教室[38]

### 寺社
- 智賀尾神社
伊邪那美命を祀る神社であり、創建年代は不明[39]。元々は上宮岳（千加尾峯）山頂に祀られていたが、現在地に鎮座した[11]。町域内を源流とする神之川の名称の由来ともなっている[40]。近代社格制度によって明治4年（1871年）に県社に列せられた[39]。
- 熊野神社
128年（皇紀788年）の創建とされている[41]。かつては上宮岳の山頂に祀られていたが、のちに現在地に移転した[42]。

## 小・中学校の学区
市立小・中学校に通う場合、学区（校区）は以下の通りとなる。
| 町丁     | 番・番地 | 小学校               | 中学校               |
| -------- | -------- | -------------------- | -------------------- |
| 郡山岳町 | 全域     | 鹿児島市立郡山小学校 | 鹿児島市立郡山中学校 |

## 交通

### 道路
主要地方道
- 鹿児島県道36号川内郡山線
- 鹿児島県道40号伊集院蒲生溝辺線

一般県道
- 鹿児島県道309号山田湯之元停車場線

### バス
- 鹿児島交通
  - （56 郡山・岳線（常盤経由））
    - 岳

  - （57 郡山・岳線（里岳経由））
    - 岳 - 平 - 平下 - 大谷 - 東原岐 - 轟ヶ滝 - 里岳公民館 - 里岳 - 山田岐
    - 令和4年9月３０日をもって上記路線は運航停止
- 鹿児島市コミュニティバス（あいばす、西俣・中心部コース）[44]
  - （火・木・土運行）
    - 岳 - 雪元

  - （月・水・金運行）
    - 岳 - 雪元 - 大中上 - 梨木野 - 梨木野上 - 仕明下 - 仕明
    - 平 - 平下 - 大谷 - 東原岐 - 轟ヶ滝 - 公民館 - 里岳中 - 山田岐 - 坂元